# Agathotoma candidissima
Agathotoma candidissima är en snäckart som först beskrevs av C. B. Adams 1845.  Agathotoma candidissima ingår i släktet Agathotoma och familjen kägelsnäckor. Inga underarter finns listade i Catalogue of Life.